# Lista de prefeitos eleitos no Acre em 1992
Na formação desta lista foram consultados arquivos on line do Tribunal Regional Eleitoral e Tribunal Superior Eleitoral, sendo à época do pleito o Acre possuía 22 municípios.
A referida disputa aconteceu dois anos após as eleições estaduais no Acre em 1990 e aconteceram nos dias 3 de outubro, o 1º turno e 15 de novembro, o 2º turno, ocasião em que Romildo Magalhães da Silva era governador do estado.

## Prefeitos eleitos peloPDS
O partido triunfou em 8 municípios, o equivalente a 36,36% do total.
| Bandeira              | Município           | Prefeito eleito                    | Partido | Nascido em            | UF     |
| --------------------- | ------------------- | ---------------------------------- | ------- | --------------------- | ------ |
| Bandeira desconhecida | Acrelândia          | Sebastião Bocalom Rodrigues        | PDS     | Bela Vista do Paraíso | Paraná |
| Mâncio Lima           | Mâncio Lima         | Wilson Batista Siqueira            | PDS     | Mâncio Lima           | Acre   |
| Bandeira desconhecida | Manoel Urbano       | Admilson Mendes de Araújo          | PDS     |                       |        |
| Rodrigues Alves       | Rodrigues Alves     | Francisco Vagner de Santana Amorim | PDS     | Cruzeiro do Sul       | Acre   |
| Bandeira desconhecida | Santa Rosa do Purus | Antonio Roque de Carvalho          | PDS     |                       |        |
| Bandeira desconhecida | Sena Madureira      | Aguinaldo Ferreira Chaves          | PDS     | Sena Madureira        | Acre   |
| Bandeira desconhecida | Tarauacá            | Francisco Cleudon Rocha da Costa   | PDS     | Tarauacá              | Acre   |
| Xapuri                | Xapuri              | José da Silva Cunha                | PDS     | Xapuri                | Acre   |

## Prefeitos eleitos peloPMDB
O partido triunfou em 7 municípios, o equivalente a 31,82% do total.
| Bandeira              | Município            | Prefeito eleito                  | Partido | Nascido em      | UF   |
| --------------------- | -------------------- | -------------------------------- | ------- | --------------- | ---- |
| Bandeira desconhecida | Bujari               | Clóvis Alves de Melo e Silva     | PMDB    | Rio Branco      | Acre |
| Bandeira desconhecida | Capixaba             | Liberato Ribeiro da Silva        | PMDB    |                 |      |
| Bandeira desconhecida | Marechal Thaumaturgo | Itamar Pereira de Sá             | PMDB    | Cruzeiro do Sul | Acre |
| Plácido de Castro     | Plácido de Castro    | Manoel de Nazaré Ribeiro da Cruz | PMDB    |                 |      |
| Bandeira desconhecida | Porto Acre           | João Batista Gomes Asfuri        | PMDB    | Tarauacá        | Acre |
| Mâncio Lima           | Porto Walter         | Neuzari Correia Pinheiro         | PMDB    | Porto Walter    | Acre |
| Bandeira desconhecida | Senador Guiomard     | Lourival Marques de Oliveira     | PMDB    | Cruzeiro do Sul | Acre |

## Prefeitos eleitos peloPFL
O partido triunfou em 3 municípios, o equivalente a 13,64% do total.
| Bandeira              | Município    | Prefeito eleito                 | Partido | Nascido em | UF   |
| --------------------- | ------------ | ------------------------------- | ------- | ---------- | ---- |
| Bandeira desconhecida | Assis Brasil | Humberto Conegundes de Mesquita | PFL     |            |      |
| Bandeira desconhecida | Feijó        | Cláudio Braga Leite             | PFL     | Feijó      | Acre |
| Bandeira desconhecida | Jordão       | Hilário de Holanda Melo         | PFL     | Tarauacá   | Acre |

## Prefeitos eleitos peloPDC
O partido triunfou em 1 município, o equivalente a 4,55% do total.
| Bandeira        | Município       | Prefeito eleito       | Partido | Nascido em      | UF   |
| --------------- | --------------- | --------------------- | ------- | --------------- | ---- |
| Cruzeiro do Sul | Cruzeiro do Sul | Orleir Messias Cameli | PDC     | Cruzeiro do Sul | Acre |

## Prefeitos eleitos peloPDT
O partido triunfou em 1 município, o equivalente a 4,54% do total.
| Bandeira              | Município      | Prefeito eleito             | Partido | Nascido em | UF   |
| --------------------- | -------------- | --------------------------- | ------- | ---------- | ---- |
| Bandeira desconhecida | Epitaciolândia | José Ronaldo Pessoa Pereira | PDT     | Brasiléia  | Acre |

## Prefeitos eleitos peloPT
O partido triunfou em 1 município, o equivalente a 4,55% do total.
| Bandeira   | Município  | Prefeito eleito              | Partido | Nascido em | UF   |
| ---------- | ---------- | ---------------------------- | ------- | ---------- | ---- |
| Rio Branco | Rio Branco | Jorge Ney Viana Macedo Neves | PT      | Rio Branco | Acre |

## Prefeitos eleitos peloPSC
O partido triunfou em 1 município, o equivalente a 4,54% do total.
| Bandeira              | Município | Prefeito eleito      | Partido | Nascido em | UF |
| --------------------- | --------- | -------------------- | ------- | ---------- | -- |
| Bandeira desconhecida | Brasiléia | Milton Ramos Esteves | PSC     |            |    |